# Rosarito
Rosarito, previamente Huacuatay (del kumiai: Wakuataay ‘Casa grande’), es la cabecera municipal del municipio de Playas de Rosarito, en el estado mexicano de Baja California, en el extremo noroccidental del país, en la frontera con Estados Unidos. Pertenece a la Zona Metropolitana de Tijuana, debido a la proximidad que tiene su mancha urbana así como las relaciones socioeconómicas.  
La ciudad se destaca por la gran cantidad de eventos deportivos y de espectáculos en la playa: desde torneos de voleibol de playa y atletismo, carreras de motocross y bicicleta de montaña, y también las tradicionales regatas de veleros (véase deporte de vela), a los que concurren un sinnúmero de vacacionistas de ambos lados de la frontera.

## Origen del nombre
El nombre Rosarito se deriva de “El Rosario”, que recibió hacia el fin del siglo XVIII.  Previamente era una zona conocida por los nativos como Huacuatay, y durante la época misional, fue llamado «Misión de San Arcángel de la Frontera».

## Historia

### Primeros pobladores y época de las exploraciones
En la zona a lo que pertenece actualmente Rosarito, fue poblada por grupos seminómadas perteneciente al grupo lingüístico de los yumanos, entre ellos, el grupo kumiai. Este grupo arribaba durante el verano a la zona que llamaban Huacatay, que en el dialecto significa "Casas grandes". 
El primer explorador europeo que navegó frente a las costas de lo que hoy es el municipio de Tijuana fue Juan Rodríguez Cabrillo, quien partió del puerto de Ensenada, Baja California, México, rumbo al norte y después de navegar seis días, del 23 al 28 de septiembre de 1542, arribó a la bahía de San Diego California, llamándolo "San Miguel". En 1602, Sebastián Vizcaíno visitó la zona para realizar trabajos de cartografía de la costa de la Alta California. 

### Época misional
En 1772, los frailes franciscanos y dominicos, hicieron un convenio, para que fuera la orden franciscana la que estuviera al mando de las misiones que los dominicos habían establecido en la Alta California. Debido a ello, en 1773, se fijó un límite que separaba a las dos Californias. El límite fue colocado en un promontorio rocoso del Camino Real conocido ahora como Mojonera de Palou, terminando en el poniente en donde actualmente se localiza el centro histórico y cultural Calafia.   Posteriormente, los dominicos le dieron nombre de Santa María de Guadalupe de El Rosario a la zona de Huacatay. El límite intermisional se movió hacia el norte, donde actualmente esta el Arroyo Rosarito, conocido como Frontera de Sales.

### SigloXX

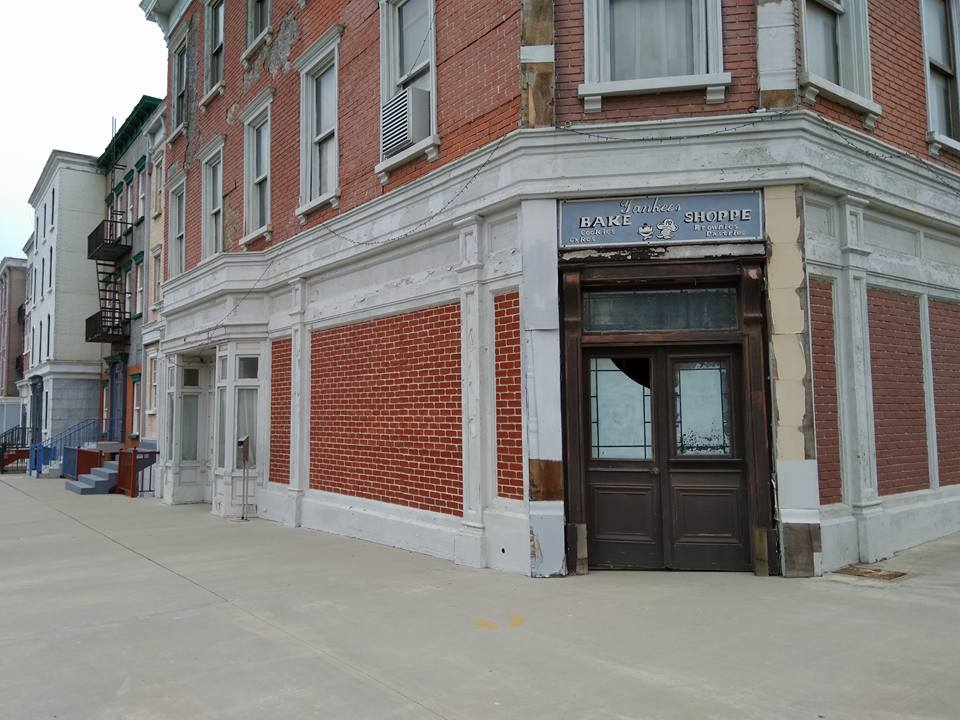
Baja Studios (antes Fox Baja Studios y Foxploration) en Playas de Rosarito, donde se han grabado películas como "Titanic", "X-Men", "Planeta de los Simios", "Pearl Harbor", entre otras.

Uno de los primeros grandes sucesos para el naciente municipio, fue el rodaje de la reconocida película Titanic, dirigida por James Cameron. La entonces llamada 20th Century Fox invirtió 57 millones de dólares estadounidenses en la adquisición de 161 874 m² de la costa sur de la ciudad, en Popótla, donde comenzó a construir el Fox Baja Studios diseñado especialmente para la filmación del proyecto en mayo de 1996. En ese estudio se edificó a escala completa el barco. El rodaje principal comenzó en septiembre de ese mismo año, duró 160 días y se concretó en marzo de 1997.

### SigloXXI
Entrado el nuevo siglo, Rosarito ha vivido una serie de conflictos sociales y políticos que le han ido forjando identidad como municipio. Tras los atentados del 11 de septiembre, el sector turístico se vio disminuido debido a las medidas tomadas por el gobierno estadounidense en la frontera.
Más recientemente la crisis económica financiera e inmobiliaria de 2008, que afectó a la sociedad norteamericana, profundizó aún más los problemas para la actividad turística y la afluencia de visitantes en Playas de Rosarito. Diversos proyectos de desarrollo turístico inmobiliario se vinieron abajo o quedaron abandonados a lo largo del corredor Tijuana -Ensenada. Se estima, de acuerdo al periódico El Vigía, que en el año 2008 las operaciones de compra -venta inmobiliaria cayeron un 11.5% con respecto al año 2007 y ya para el año 2009 la caída fue del 23%. 
El 3 de enero de 2017, un grupo de ciudadanos, transportistas, y estudiantes del municipio sitiaron el acceso a las instalaciones de PEMEX, como inconformidad por el aumento de gasolina debido a la liberación de lo precios del combustible. Durante al menos 3 días, los manifestantes mantuvieron cerrado dicho acceso, por lo que comenzó a haber desabasto de combustible en Rosarito y Tijuana. Policías federales se enfrentaron con el grupo de ciudadanos, retirándolos la mañana del 6 de enero. El saldo de la confrontación fue de 40 personas detenidas y 7 policías federales atropellados.

## Geografía
Tiene una de latitud: 32°1′5″ N y longitud de 117°1′59″ O.
El municipio cuenta con una superficie de 513.32 km² y representa el 0.72 por ciento del total del estado y 0.026 por ciento del territorio nacional.

### Límites municipales
Tiene límites administrativos con los siguientes municipios o accidentes geográficos, según su ubicación: Limita al norte y este con Tijuana, al sur con Ensenada y al oeste con el océano Pacífico, su altitud varía entre los 0 a 104 m s. n. m. (metros sobre el nivel del mar).
| Noroeste: Océano Pacífico | Norte: Tijuana | Nordeste: Tijuana/Tecate |
| Oeste: Océano Pacífico    |                | Este: Tijuana            |
| Suroeste: Océano Pacífico | Sur: Ensenada  | Sureste: Ensenada        |

### Orografía
La zona está compuesta básicamente por un área de planicies lomeríos suaves y faldas de las unidades montañosas, presentándose gran variedad de pendientes en las que predominan las menores al 10 %.
La mayoría del territorio municipal está conformado por suelo tipo litoral formado por materiales sueltos que se acumulan por la acción de las olas y las corrientes marinas; estos suelos denominados expansivos, tienen un drenaje deficiente lo que representa problemas para el desarrollo.

### Hidrografía
El municipio se ubica en la región hidrográfica número 1 de Baja California. Esta cuenca se divide en 21 subcuencas, siendo las de mayor importancia las que le corresponden a los arroyos Rosarito y Huacuatay.

### Clima
Tiene un clima mediterráneo con pocas lluvias, 230 mm al año, las lluvias son en invierno y ocasionalmente en primavera y otoño, aproximadamente el mes con más lluvias es febrero y la corriente marina de California mantiene la ciudad fresca casi todo el año, normalmente nublado en la noche y mañana, y soleado en la tarde. Tiene inviernos frescos con temperatura promedio de 18 °C y veranos cálidos con temperatura promedio de 22 °C, en otoño son comunes los vientos de Santa Ana. El 19 de diciembre de 2008 se registró una inundación en el centro de la ciudad por lluvias intensas. 
| Parámetros climáticos promedio de Rosarito                  | Parámetros climáticos promedio de Rosarito | Parámetros climáticos promedio de Rosarito | Parámetros climáticos promedio de Rosarito | Parámetros climáticos promedio de Rosarito | Parámetros climáticos promedio de Rosarito | Parámetros climáticos promedio de Rosarito | Parámetros climáticos promedio de Rosarito | Parámetros climáticos promedio de Rosarito | Parámetros climáticos promedio de Rosarito | Parámetros climáticos promedio de Rosarito | Parámetros climáticos promedio de Rosarito | Parámetros climáticos promedio de Rosarito | Parámetros climáticos promedio de Rosarito |
| Mes                                                         | Ene.                                       | Feb.                                       | Mar.                                       | Abr.                                       | May.                                       | Jun.                                       | Jul.                                       | Ago.                                       | Sep.                                       | Oct.                                       | Nov.                                       | Dic.                                       | Anual                                      |
| ----------------------------------------------------------- | ------------------------------------------ | ------------------------------------------ | ------------------------------------------ | ------------------------------------------ | ------------------------------------------ | ------------------------------------------ | ------------------------------------------ | ------------------------------------------ | ------------------------------------------ | ------------------------------------------ | ------------------------------------------ | ------------------------------------------ | ------------------------------------------ |
| Temp. máx. abs. (°C)                                        | 30.5                                       | 31.0                                       | 32.0                                       | 33.0                                       | 35.5                                       | 36.8                                       | 37.0                                       | 38.0                                       | 37.0                                       | 34.0                                       | 33.0                                       | 31.0                                       | 38.0                                       |
| Temp. máx. media (°C)                                       | 18.3                                       | 18.8                                       | 21.8                                       | 22.1                                       | 22.5                                       | 23.2                                       | 24.1                                       | 24.4                                       | 24.5                                       | 23.0                                       | 20.5                                       | 18.1                                       | 22.0                                       |
| Temp. mín. media (°C)                                       | 5.9                                        | 6.8                                        | 7.8                                        | 9.2                                        | 12.4                                       | 14.3                                       | 16.5                                       | 16.5                                       | 15.1                                       | 13.0                                       | 9.8                                        | 6.9                                        | 11.7                                       |
| Temp. mín. abs. (°C)                                        | −3.0                                       | −1.0                                       | 0.2                                        | 1.0                                        | 3.5                                        | 5.0                                        | 6.5                                        | 9.5                                        | 5.0                                        | 4.0                                        | 1.0                                        | −5.0                                       | −5.0                                       |
| Precipitación total (mm)                                    | 43.8                                       | 36.5                                       | 42.7                                       | 17.6                                       | 4.4                                        | 0.7                                        | 0.7                                        | 0.9                                        | 5.0                                        | 7.8                                        | 33.8                                       | 37.0                                       | 230.9                                      |
| Días de precipitaciones (≥ 1 mm)                            | 7.1                                        | 6.1                                        | 7.5                                        | 4.2                                        | 1.8                                        | 0.8                                        | 0.8                                        | 0.5                                        | 1.4                                        | 2.8                                        | 4.0                                        | 5.4                                        | 42.4                                       |
| Fuente: Servicio Meteorológico Nacional 24 de enero de 2012 |                                            |                                            |                                            |                                            |                                            |                                            |                                            |                                            |                                            |                                            |                                            |                                            |                                            |

### Flora y fauna
La vegetación que predomina está compuesta por matorrales, romerillo, álamo, chamizo amargo, sauce, aliso, encino, agave, cacto de barril y aterciopelado, junco, chaparroso, trompo, mangle dulce, jojoba, cachal, tule y otras especies.

## Demografía
| Gráfica de evolución demográfica de Rosarito entre 2000 y 2020 |
|                                                                |

Al momento de su creación (1995), Rosarito concentró al 2.4 % de la población total del estado. En 2020, el censo del INEGI arrojó que la población urbana era de 100 660 habitantes.

## Paisaje urbano

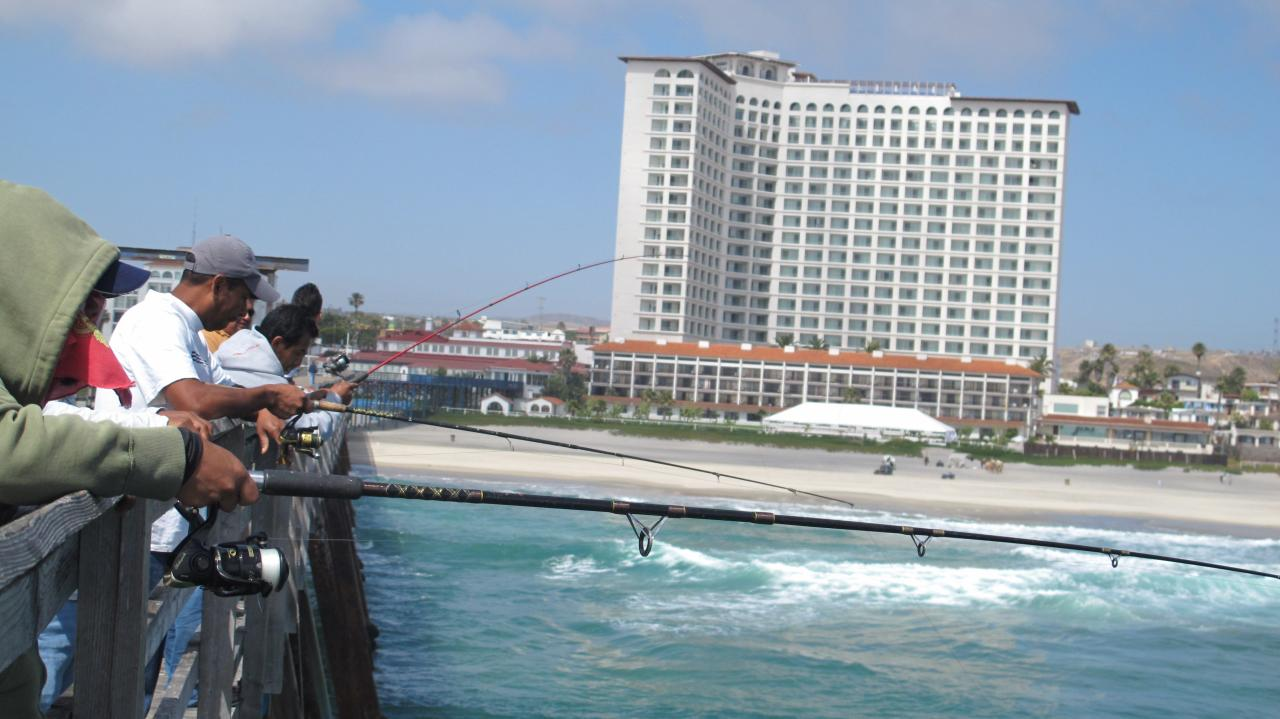
El hotel Rosarito, uno de los rascacielos de la ciudad, cerca de la playa.

La urbanización en 1950 marcó el inicio del desarrollo contemporáneo de la era de Rosarito como la planificación y la construcción de calles y manzanas de la ciudad. Como se dispararon las ventas de tierras, junto con la construcción de pequeños restaurantes, algunas tiendas y dos hoteles, la ciudad comenzó a tomar forma a su aspecto actual. En la década de 1960, Rosarito entró en la era industrial y comercial con las construcciones de una gran planta de energía termoeléctrica y las instalaciones posteriores de Pemex, la compañía petrolera estatal.
En Rosarito frente a las playas del océano Pacífico, se encuentran los estudios de cine llamados Baja Studios. En este lugar se filmó la exitosa película Titanic de 1997 dirigida por James Cameron y protagonizada por Leonardo DiCaprio y Kate Winslet. Los estudios de Fox en Rosarito, cuenta con las siguientes atracciones: el museo del Titanic, Cinemagic, Cine Fox-JVC, el escenario de X-men: "Xavier, escuela para superdotados", "Plaza Dolly", anfiteatro Las Olas, exhibición del Planeta de los Simios, calle Canal Nueva York.

## Patrimonio

### Centro histórico y cultural Calafia
En un principio, este lugar fue sede de la Sociedad de Historia de Rosarito A.C. y más tarde de la oficina del cronista vitalicio de Rosarito y de la Asociación de Cronistas de Baja California. Fue construido por el arquitecto Rodolfo Chávez Carrillo en el año 1994 y es inaugurado oficialmente el 12 de octubre de 1995. Tiene una superficie de 5000 m². Está compuesto de instalaciones dentro del área: anfiteatro de "El Descanso", sala de exposiciones "Reina Calafia", auditorio "Misión del mar", biblioteca "Jaime Escutia Serrano" y foro de TV. Aquí, se encuentran las muestras históricas del camino de las misiones en Baja California, que fueron conseguidas por el cronista de la ciudad Lic. Conrado Acevedo Cárdenas. Tiene sus actividades creativas como: el taller para conocer la historia del estado, artes plásticas e introducción al cine. Se imparten conferencias, cine, teatro, exposiciones de artes plásticas, presentaciones de libros forjadores de Baja California, apuntes históricos de Baja California, crónica de Rosarito, Tijuana: ensayo monográfico, Rosarito: ensayo monográfico, educación y cultura y vida municipal. Se ubica por carretera libre entre Tijuana y Ensenada.

### Museo Wa-Kuatay
El museo local Wa-Kuatay, que en lengua kumiai, significa: "casa grande", se conoce la historia de Rosarito a través de los siglos. El museo consta de cinco áreas: la primera corresponde a la recepción, donde hay libros de consulta para el público; la segunda presenta el proyecto "camino real misionero de las Californias"; la tercera es una sala audiovisual; en la cuarta se montan exposiciones temporales y en la última se presenta la historia de Rosarito. Actualmente el museo se encuentra cerrado y los artículos han sido transferidos al Hotel Rosarito Beach.

### Parque Abelardo L. Rodríguez
Parque familiar destinado para el esparcimiento de la vida familiar, cuenta con verdes jardines, bancas donde puede leerse y cuenta además de un teatro al aire libre, donde se exponen diferentes eventos.

### La Zona Centro
Esta es la zona donde vienen más visitantes y gente local, porque aquí se encuentran las principales discotecas de Rosarito, donde se realizan eventos musicales de mucha visita. Hay muchos servicios en las playas como el minisúper, licorerías, farmacias, baños de público y tiendas de ropa.

### Cristo del Sagrado Corazón de Jesús
Es una estatua de Jesús de 23 metros de altura mostrando un "Corazón Sagrado" que se encuentra por encima de la localidad de El Morro, a seis millas al sur de la ciudad de Rosarito, en el estado de Baja California, al norte de México. La estatua se encuentra al otro lado de la carretera y del complejo Las Rocas Resort and Spa.
La estatua pesa 40 toneladas y fue encargado por Antonio Pequeño Guerrero. La cabeza, el pecho y los brazos son de acero y la parte inferior del cuerpo de fibra de vidrio. La cumbre sobre la que se asienta fue utilizada para establecer una pequeña cruz, en la que se colocan las flores en los días santos, en la cual se encuentra sepultado el señor Antonio Pequeño.

## Deporte
En las localidades del municipio se encuentran disponibles un total de 31 áreas deportivas, mismas que son utilizadas por la población de todas las edades, lo que refleja un impacto favorable en los aspectos tanto de salud como cohesión social.
Rosarito es conocido por sus grandes olas. Grandes surfistas acuden ahí por competencias. Uno de los deportistas más relevantes de esta localidad es Héctor Herrera.

## Educación
Para la educación básica existen planteles de enseñanza preescolar, primaria, secundaria,  bachillerato y tres universidades, una extensión de la UABC, la Universidad de Rosarito y la Universidad de Mexicali, y próximamente se implementara una extensión del Instituto Tecnológico de Tijuana para el año 2019.
Para el año 2000 el municipio contaba con 20 planteles de preescolar, 29 de primaria y 8 de secundaria.

## Migración e inmigración
Desde la década de los setenta se ha incrementando el volumen de la población de manera importante, estimulada por el creciente número de personas que llegan de los distintos estados de la república mexicana, con deseos de mejorar su calidad de vida. De acuerdo con datos del Instituto Federal Electoral (IFE), a principios de 1996, del total de los residentes de esta localidad, el 29.7 % nació en Baja California; el 13.7 % en Jalisco; el 7.7 % en Michoacán; el 6.8 % en Sinaloa; el 5 % en la Ciudad de México; el 4 % en Guanajuato; el 2 % en Estados Unidos y el resto en otros estados de la república. Este factor determinante provoca que anualmente la población se incremente de manera significativa.

## Artesanías
Se ofertan diferentes objetos originarios de muchas partes de la república mexicana. Es un lugar especial para hacer compras, entre ellas joyería, papel maché, vidrio soplado, alebrijes, destilería, herrería artística, pinturas, entre otras expresiones mexicanas, se pueden conseguir piezas decorativas para el hogar principalmente de diferentes materiales, tales como acero, granito, mármol, yeso, únicas hechas por manos mexicanas.